# Черете
Черѐте (на италиански: Cerete; на ломбардски: Serèt, Серет) е община в Северна Италия, провинция Бергамо, регион Ломбардия. Административен център на общината е село Черете Алто (Cerete Alto), което е разположено на 612 m надморска височина. Населението на общината е 1607 души (към 2017 г.).